# Sonho de Papel
Sonho de Papel é uma clássica marchinha junina de Alberto Ribeiro, também conhecida como Um Balão Vai Subindo. Sempre executada e regravada, foi lançada originalmente por Carmen Miranda em seu segundo disco pela Odeon, em 1935. Nas primeiros selos, João de Barro saiu como seu co-autor, um equívoco posteriormente corrigido[1]. Foi um dos números musicais do filme Estudantes, da Cinédia.

## Regravações
"Sonho de Papel" tornou-se um grande sucesso e foi regravada ao longo dos anos por diversos artistas, entre eles, a apresentadora de televisão Xuxa, que regravou esta canção para o seu álbum Arraiá da Xuxa, de 1997. A banda de forró Mastruz com Leite também gravou esta canção em seu álbum de estúdio São João na Roça. O compositor e flautista brasileiro Altamiro Carrilho também interpretou "Sonho de Papel" em seu disco Antologia da Canção Junina, de 1976. O sanfoneiro Mário Zan incluiu a faixa em seu álbum Festa Junina: Mário Zan, Sua Banda e Coro.